# 楚頃襄王
楚頃襄王（前329年—前263年），簡稱楚頃王或楚襄王，又作楚庄王（与其远祖楚庄王有别），羋姓，熊氏，名橫，楚懷王之子，生母為鄭袖。

## 簡介
楚懷王二十七年（前315年），在秦國為人質的楚太子橫在私鬥中殺死一個秦大夫，逃回楚國。
楚懷王二十八年（前301年），秦國報復，與齊國、韓國、魏國聯盟攻打楚國，殺敗楚將唐眛，奪走重丘。
楚懷王二十九年（前300年），秦國再次派兵攻打楚國，殺敗楚將景缺。楚懷王因恐懼秦國武力，派遣太子橫到齐国當人質。
楚懷王三十年（前299年），楚懷王因故被秦国扣留後，齊湣王讓太子橫返回楚國，楚人立太子橫為王，是為楚頃襄王。
楚頃襄王元年（前298年），秦國知道楚國另立新君後，發兵攻楚，大敗楚軍，斬首五萬，取十六城。
楚頃襄王在位期間，淫乐无度，“群臣相妒以功，谄谀用事”。
秦、楚两国自张仪欺楚后两国交恶。伊阙之战秦国取得大胜后，秦昭襄王写信约战楚顷襄王。楚顷襄王畏惧秦国的强大，谋求与秦国重新和好。前292年，楚顷襄王派使者前往秦国迎娶秦国公主，秦、楚两国重新交好，此后两国保持了一段融洽的关系。前285年，秦昭襄王与楚顷襄王在宛（今河南省南阳市宛城区一带）会见，两国缔结和约亲善。前283年，两国国君又分别在楚国的鄢城（今湖北省宜城市东南）和秦国的穰（今河南省邓州市）会见。
前281年，楚顷襄王召见了一位善于使用轻弓射猎归巢大雁的人，那人向楚顷襄王指出自己的本领不过是雕虫小技，而像楚国这种土地方圆五千里，带甲之士百万的万乘之国，楚王应当像射鸟一样射猎周边各国，成就霸业。在他的一番说辞下，楚顷襄王回想起其父楚怀王客死秦国的屈辱，决定与秦国断交，并派使者到各国缔结合纵盟约，准备攻打秦国。秦昭襄王得知消息后，决定先发制人出兵攻打楚国。
楚頃襄王十九年（前280年），秦伐楚，楚軍敗，割上庸、漢北地予秦。
次年秦分兵两路攻楚，一路由武安君白起率军攻陷楚之邓城后，向鄢（今湖北宜城东南）进逼；另一路由秦蜀郡守张若率水陆之军东下，向楚国的巫郡及江南地进军。白起圍攻鄢，鄢之战，楚國軍民数十万人被溺死，當時白起引西山长谷水，水溃城东北角，“百姓随水流，死于城东者数十万，城东皆臭，因名其陂为臭池。”（《水经注·沔水》）
秦昭襄王詐以公主許配給楚頃襄王，屈原長跪城外力諫不果。秦軍趁頃襄王開城迎親，長驅直進，攻入楚都郢，時為前278年。屈原投河自盡。頃襄王其後遷都于陳，楚國西北领土盡失。前263年秋，頃襄王去世。
骆科强《昌平君和昌文君事迹辨析及其身份推测》认为昌平君、昌文君可能是楚顷襄王的庶子。

## 影視作品
- 《屈原》由趙毅飾演。
- 《春申君》由艾武飾演。
- 《羋月傳》由蘇航飾演。
- 《大秦帝國之崛起》由廖偉飾演。
- 《思美人》由姜震昊飾演。